# Newhall (Derbyshire)
Pour les articles homonymes, voir Newhall.
Newhall est une ville dans le sud du Derbyshire, au Royaume-Uni. 

## Sport
Une piste de courses de lévriers est ouverte sur la route Oversetts le 10 mai 1930. Il s'agit d'une piste indépendante (non affiliée à l'organe directeur du sport, le National Greyhound Racing Club), connue sous le nom de « flapping track », surnom donné aux pistes indépendantes. La piste accueille également des whippets et les distances principales pour les lévriers étaient de 300 et 500 yards,.